# Swingboom
De Swingboom is een attractie in het Belgische attractiepark Plopsaland Belgium en opende op 25 juni 2011 tijdens de avant-première. Deze attractie ligt in de indoor themazone Mayaland.
Bezoekers nemen plaats in een boomstronk. De attractie beschikt over 6 zitbanken met heupbeugel waar maximaal 4 personen kunnen plaatsnemen.
Deze attractie is van het type kontiki van de fabrikant Zierer. Het heeft iets weg van een schommelschip, maar dan is zeer kleine versie. De boomstam schommelt heen en weer en draait ook nog eens om zijn eigen as. Halverwege de rit wisselt de boomstam van richting en draait hij de andere kant op.

## Trivia
- Onder de Swingboom bevindt zich ook de hydraulische pomp van de nabijgelegen attractie De Valtoren.
- In Plopsaland Ardennes, Plopsa Indoor Hasselt, Plopsa Indoor Coevorden, Plopsaland Deutschland, Majaland Kownaty, Majaland Warszawa, Majaland Gdańsk en Majaland Praha staan attracties van hetzelfde type. De exemplaren in Plopsaland Deutschland en in Praag zijn vrijwel identiek aan de versie van De Panne. De versie in Gdańsk is gelijkaardig maar de gondel is in een andere stijl gemaakt. In Hasselt, Coevorden, Kownaty en Warschau hebben ze het thema van een schip.

Afbeeldingen
Afbeeldingen